# Pleshey Castle
Pleshey Castle är ett slott i Storbritannien.   Det ligger i grevskapet Essex och riksdelen England, i den sydöstra delen av landet, 50 km nordost om huvudstaden London. Pleshey Castle ligger 72 meter över havet.
Terrängen runt Pleshey Castle är platt. Runt Pleshey Castle är det tätbefolkat, med 459 invånare per kvadratkilometer. Närmaste större samhälle är Chelmsford, 8,4 km sydost om Pleshey Castle. Trakten runt Pleshey Castle består till största delen av jordbruksmark.